# Gorka Iraizoz
Gorka Iraizoz Moreno (Iruña, 6 maart 1981) is een Spaans voetballer die speelt als doelman. Hij verruilde Atlethic club de Bilbao in juli 2017 transfervrij voor Girona FC.
Iraizoz speelde verschillende jaren bij kleinere Baskische clubs. Van 2005 tot 2007 was hij actief bij Espanyol. In de Primera División was hij tweede keus achter Carlos Kameni, maar in de Copa del Rey en de UEFA Cup gold Iraizoz als eerste doelman. Met Los Periquitos won hij in 2006 de Copa del Rey en in 2007 haalde Iraizoz met de club de finale van de UEFA Cup, waarin na strafschoppen werd verloren van Sevilla FC. In de zomer van 2007 verliet de doelman Espanyol. Athletic de Bilbao werd zijn nieuwe club. Hiervoor speelde hij in de volgende tien seizoenen meer dan 300 wedstrijden in de Primera División.

## Clubstatistieken
| Seizoen | Club               | Competitie         | Wed. | Goals |
| ------- | ------------------ | ------------------ | ---- | ----- |
| 2004/05 | → SD Eibar         | Segunda División A | 41   | 0     |
| 2005/06 | RCD Espanyol       | Primera División   | 21   | 0     |
| 2006/07 | RCD Espanyol       | Primera División   | 2    | 0     |
| 2007/08 | Athletic de Bilbao | Primera División   | 13   | 0     |
| 2008/09 | Athletic de Bilbao | Primera División   | 36   | 0     |
| 2009/10 | Athletic de Bilbao | Primera División   | 37   | 0     |
| 2010/11 | Athletic de Bilbao | Primera División   | 37   | 0     |
| 2011/12 | Athletic de Bilbao | Primera División   | 37   | 0     |
| 2012/13 | Athletic de Bilbao | Primera División   | 35   | 0     |
| 2013/14 | Athletic de Bilbao | Primera División   | 33   | 0     |
| 2014/15 | Athletic de Bilbao | Primera División   | 34   | 0     |
| 2015/16 | Athletic de Bilbao | Primera División   | 37   | 0     |
| 2016/17 | Athletic de Bilbao | Primera División   | 16   | 0     |
| 2017/18 | Girona FC          | Primera División   | 9    | 0     |

## Erelijst
| Competitie      |              |              |              |              |
| Competitie      | Aantal       | Jaren        |              |              |
| RCD Espanyol    | RCD Espanyol | RCD Espanyol | RCD Espanyol | RCD Espanyol |
| --------------- | ------------ | ------------ | ------------ | ------------ |
| Copa del Rey    | 1x           | 2005/06      |              |              |
| Athletic Bilbao |              |              |              |              |
| Supercopa       | 1x           | 2015         |              |              |

1 Carlos ·
3 Gutiérrez ·
4 Martínez ·
5 López ·
6 Van de Beek ·
7 Stuani  ·
8 Tsyhankov ·
9 Ruiz ·
10 Asprilla ·
11 Danjuma ·
13 Gazzaniga ·
14 Romeu ·
15 Juanpe ·
16 Francés ·
17 Blind ·
18 Krejčí ·
19 Miovski ·
20 Gil ·
21 Herrera ·
22 Solís ·
23 Martín ·
24 Portu ·
25 López ·
27 Misehouy ·
Coach: Míchel